# 曲延壽

## 生平及家庭
曲延壽  （  字  景彭  ）航空機械工程師 
山東黃縣人。

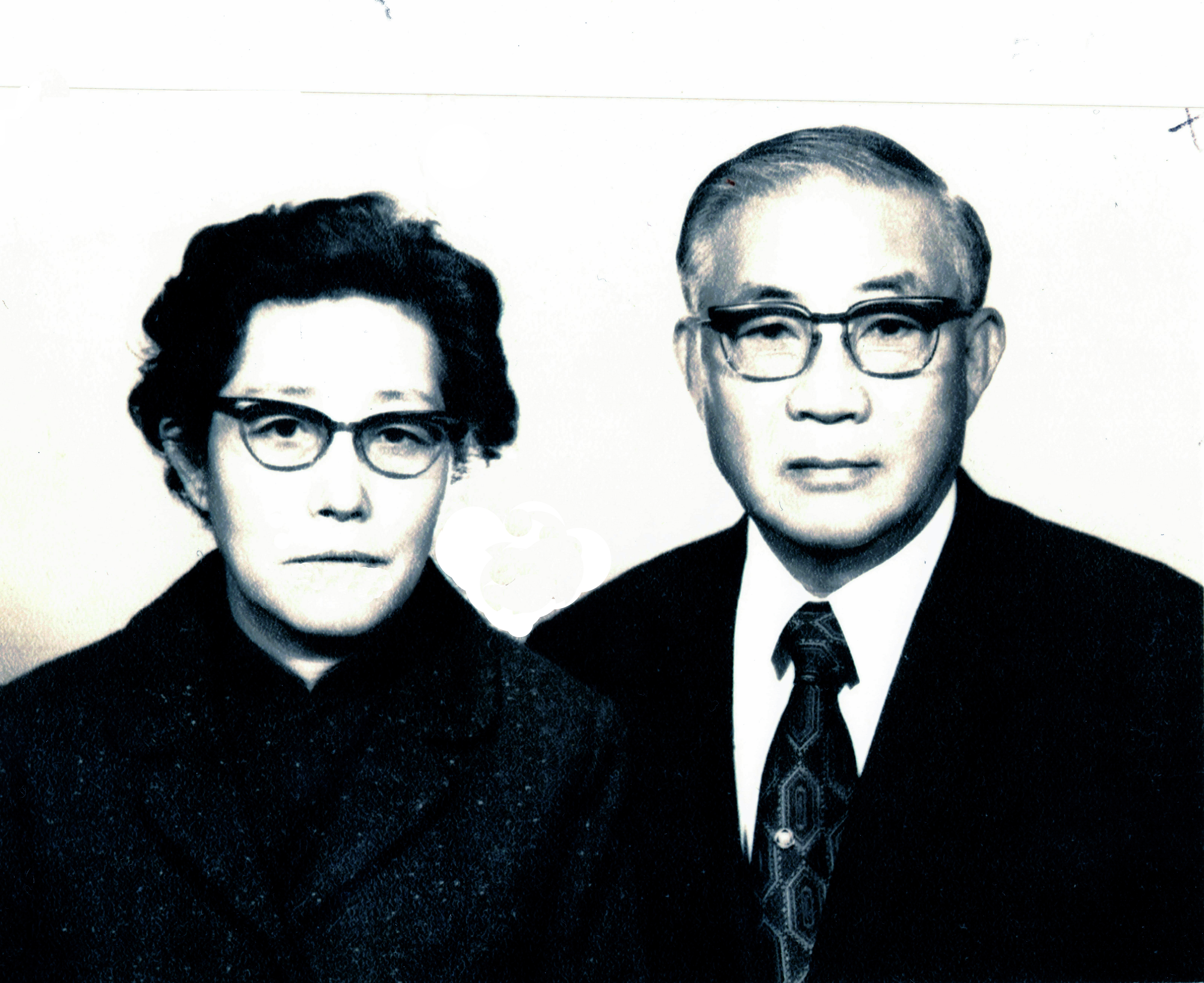
曲延壽及夫人宋佩如女士.

曲延壽出生於1909 12月 初  7日 。 1932年5月10日與 .   生有一男, 四女。 長男 協和， 長女 協茂, 次女 協川, 三女 協筑, 幼女 協美 。 均俱有大學以上畢業。  並均能學以致用, 貢獻社會。 
曲延壽於 2001 年 4月4日 在加州傍晚辭世。次年, 2002年 11月 8日 。妻子 宋佩如女士也隨之而去。並安葬於側。

## 成就與貢獻
曲延壽先生好學，自動，自發，苦斡又有恆心。
- 在貴州大定烏鴉洞期間，參與,研發第一架滑翔機。並獨自領導改進, 完成了第二部國產的滑翔機。
- 参與製造1200馬力之航空發動機。 [4]
- 在台灣擔任裕隆汽車公司總工程師及廠長期間，籌設，設計，並完成製造臺灣第一輛汽車。[27]
- 籌設及開創裕隆汽車公司的第一個重要衛星工廠, 亦即友聯車材製造公司 。[28]
- 應國立編輯館之邀請, 與同學 楊廷實編著, 由正中書局出版 「工時學」大專學院急需教材 教科書。[20][29][30]
- 曲延壽的專長:
 -發動機製造  :齒輪設計[31]及製造  ,機器設計及製造 , [2]合金鋼鍛鍊與製造,[5] 工時程式,及 設計與效應。

## 學歷及經歷:
1933 年 (民國二十二年 ) 曲延壽 畢業於北大的工學院。並以第一名的榮譽留校擔任助教。鋻與“航空救國  " 之偉大號召，及機械系系主任  潘承孝之鼓勵繼續深造。於民國二十四年  （1935  年  ）進入國立中央大學航空機械班深造。 致力發展航空機械技術。畢業後獲留校任教。
此時中日戰爭爆發,全班師生投筆從戎投効空軍,參與了神聖的抗日戰爭行列。先是服務於空軍機械學校,1941年調職貴州烏鴉洞的中國第一航空發動機製造廠.  並擔任副厰長,總工程師及製造處處長等重要職務。
在此期間 曲延壽先生與第一任廠長 李伯霖 共同琢磨 ,研究, 及製造了中國第一部滑翔機 （glider)。 其後，曲氏更獨自領導改進, 並完成了第二部國產的滑翔機。 参與製造1200馬力之航空發動機。 使中國航空業開始近入另一個層位 。
1942年3月20—22日，國民黨總裁 兼軍事委员會委員長蒋介石夫婦偕蒋經國一行人員到大定羊場壩該航發廠視察。   在1943 年 曲延壽被航空委員會遴選派往美國   Wright  Aeronautical  Corp. 發動機製造厰實習, 並購置航空發動機工具設備。曲延壽利用工作休睱時間, 在美國有名的麻省理工學院 (  MIT ) 及 紐約大學（ New York University ) 選課進修。
中日戰爭勝利後, 曲延壽在1946 年10 月穫得頒綬 抗戰勝利勛章 ( Order of the War Resistance Victory)  的榮譽。
1949 曲延壽先生 返國, 繼續在空軍服務, 致力於發展中國航空工業。他在貴州省大定中國航空發動機製造廠 擔任副廠長, 縂工程師, 及製造處處長等職位。

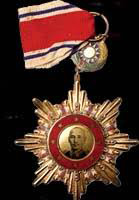
抗戰勝利勳章

同年 (1949年) ,中國發動機製造厰遷往台灣台中凊水。曲延壽繼續留廠服務。任職副厰長及總工程師。

1953 年，上海知名的 實業家 嚴慶齡先生為了響應蔣中正總统  "發動機救國” 之號召, 極須機械工程人才, 於是向中國空軍技術局，商議借用空軍人才及技術，助其汽車製造工業。因此延攬 曲延壽先生 為裕隆汽車公司第一任廠長及總工程師及協理 。 曲延壽到任後 立即開始籌備興建廠房,  訓練員工。   "在那一片不規整的零件配件工廠裡, 是現代汽車工業曲延壽苦心工作的裕隆汽車工廠。這是臺灣唯一一家以年產各型汽車二萬輛為目標的民營企業" 。,
該廠先行製造小型馬達，為當時出海捕魚船隻使用。對台灣出海捕魚行業,  改善良多。
裕隆汽車公司自1956年底開工製造臺灣的首輛吉普車。

1957年 在廠長曲延壽領導,策劃及埋頭苦幹下，裕隆致力研發成功的製造了臺灣首輛國產吉普車。 此時" 該廠廠長曲延壽業已擁有技術工人八百餘人。終於在該年四月完成了第一批國產輕型吉普汽車二十輛。 並且在雙十節 在臺北市中山堂舉行隆重的公開展及,試車典禮。 此典禮由當年臺灣省政府主席 嚴家淦夫人剪綵。 一行十輛車隊長途試車。由台北往高雄，一路上浩浩蕩蕩。轟動了整個台灣。
同年, (1957 年)  ，曲延壽隨同裕隆公司 嚴 董事長  在東京與日產自動車株式會社簽訂技術合作合同。適值日產對某一齒輪製造方法出了問題。曲延壽  先生憑其對飛機發動機齒輪製造經驗從旁指導修正, 問題遂告解決。日產社長及專務取締役均向  嚴氏道賀。並深慶得有力助手，更預言將來厰運務必特飛猛進。這些在不久果然一一印證。

1958年後，在曲延壽領導下，裕汽車公司陸續順利生產了柴油平頭大卡車，供臺灣公路局使用。 有此基礎‧ 1960 年後 ,裕隆汽車公司大量生產各式車輛。 基於當時國民所得不高,  裕隆公司 開創用分期付款方式購買車輛, 頗受民眾歡迎。 尤其是青鳥小轎車成了計程車的最愛。 因此在台灣計程車數量大增， 使淘汰足蹬三輪車的計劃能順利推行，改善臺灣各大都市的市容與形象。臺灣的民間交通運輸業因而邁進了另一個層級。
同時在曲延壽任廠長期間, 裕隆汽車公司也添置各種重型機器。如二千噸鍛壓機，一萬磅鍛造鎚等。使其汽車工業發展的基礎更為鞏固完備。
1961 年裕隆汽車公司將「汽油小汽車3輛, 汽油旅行車１輛，汽油銀箱車１輛, 吉普車１輛，５噸大卡車１輛，柴油車１輛，柴油平款大卡車１輛，柴油６噸卡車底盤１輛，共１０輛各式國產車輛，停列在行政院大門口前，供各界參觀」. 當時陳誠副總統也參與與參觀。
總之,在曲延壽任廠長期間, 總計二十年來, 裕隆汽車公司   在其策劃及推動, 苦幹下, 共製出各型汽車十萬輛。為臺灣汽車工業完成了紮根工作。

1972 年度 ,裕隆當局基於每部汽車百分之六十機件, 零件均來自衛星工廠。乃與日本  NHK 合資 由 曲延壽策劃, 籌備 建立了友聯車材製造公司。並延請 曲延壽擔任其廠長，協理及董事長。

于實際繁忙工作之餘
曲延壽並受聘為兼任國立台灣大學機械系教授, 講授＂汽車學＂。亦任教中正理工學院講授 "製造方法" ,“製造程式學”,"工具設計學“ 及“齒輪製造＂等科目。

1978年 曲延壽 應國立编譯館之請, 與同班學友  楊延實合編大專教科書  ＂工時學＂，由正中書局出版。並被各大專學院普遍採用。
此外,曲延壽 經常發表專業的建議與構想。並出版 '中國汽車工業發展史' ,及無數提議,  建設創識及提剛。
曲延壽一生熱心公益，除促進工業發展外。並極力栽培，提拔國家人才。也積極推動 ,參與多項工業, 經濟 發展活動, 並多次參與國際考察及會議。

退休後, 曲延壽  於1976 年往美國洛山機定居。生活多彩多姿。與家人, 兒孫 露營，郊遊。並參加各種社團，老人活動。 此外並經常 旅遊，運動，聚會，聚餐，晨跑，及二千呎游泳等活動。此外他學習油畫 ,瓷畫, 陶瓷工藝等等。油畫方面他特長於人物及山水。他也贈捐，義賣作品。
此外，曲延壽經常參與推動華人及當地主辦的社團其中包括 松柏會，益壯社，嗜英會，中央大學，北京大學同學 每月聚餐會及同學校友會，退役空軍大鵬會，以及山東旅美同鄉會, 及其它當地社區活動等等。 唯感時間不足分配。

## 著作
- 中國汽車工業發展史
- 工時學. 1978 正中書局[29][30]
- 發展我國汽車衛星工業努議[28]
- 發展我國汽車工業倡議‧[28]
- 無數短文及研究,籌備報告,提議及演講[63][64][65][66][11][67][68][69][70][71][11][12][28]

## 興趣與休閒活動
- 繪畫 ：油畫，陶瓷畫（包括燒窯）,  油畫特專於人物，山水，風景。 參加義賣，捐贈.
- 音樂：西洋古典音樂, 話劇, 京劇, 參加演出。收藏數百張西洋古典音樂唱片及無數民謠，京劇影帶。
- 庭院設計與園甫花草種植 ：尤其對蘭花栽種及培養特有心得。
- 旅遊，划船, 游泳, 露營，郊遊，慢跑 等等: 經常每日泳２哩, 慢跑１－２哩。
- 設計，製造多種小工具及玩具。

## 結語
曲延壽現在  由終身伴侶 宋佩如女士陪伴, 常眠於加州 San Pedro Green Hills Memorial Park.  可長期一起眺望著太平洋對岸的老家。
1. 1 2 3  . 臺灣. 1971.
2. 1 2 3  . 臺灣: 光明日報出版社. 2010 05 21: 247.
3. 1 2 3  . 北京: 中國科協創新戰略研究院. 2018 年 1月 29 日.
4. 1 2 3 4  田平808. . 每日頭條 历史 (每日頭條). 2019-09-05. 航发厂第一任总工程师兼首任工务处长：李耀滋博士；第二任总工程师：钱学榘先生；第三任总工程师：程嘉厚先生；第四任总工程师：曲延寿先生
5. 1 2 3  台灣漁船會. . 漁友月刊. 1956, (55-56)  [2021-12-25]. （原始内容存档于2021-07-10）. 據該公司廠長曲延壽先生告訴作者說,製造這種引擎的原料,都用合金鋼料,其種類有二十餘種之多,其零件的精確程度,最高處為萬分之二英寸,所以這種引擎已到達了國際最高標準 ...
6. 1 2 3  徐友春主編. . 河北: 河北人民出版社. 2018 08 10: 12015.
7. 1 2 3  曲延押國壽, vol 6, issue 1-8 pg 1279. . 日本東京會議. 臺灣: 交通部 jiao tong bu. 1965: pg 1279.
8. 1 2 3  周之鳴. . Digitized by the University. Feb 24, 2011. Taipei, Taiwan: 共党問題研究社. 1968  [2021-11-07]. （原始内容存档于2021-11-08）. 廠長曲延壽先生引導我走進那一片不規整的零件配件工廠時說:現代汽車工業是一種我在臺北特意去訪問了裕隆汽車工廠。這是臺灣唯一一家以年產各型汽車二萬輛為目標的民營 .
9. 1 2  臺灣漁會. Cornell University Digitized: June 14, 2010. . Publisher: 漁友半月刊社. 1956, 55–66 (55-66): Page 24. 據該公司廠長曲延壽先生告訴作者說,製造這種引擎的原料,都用合金鋼料,其種類有二十餘種之多,其零件的精確程度,最高處為萬分之二英寸,所以這種引擎已到達了國際最高標準 .
10. 1 2  . 航空歷史. 2018 07 22.
11. 1 2 3 4  . Author, 臺北市銀行徵信室. digitized by the University of Michigan , Nov. 14, 2008. 臺灣: 工業局. 1961: pg94. 吳家駒(汽車工業現况工業簡訊第一卷第四期)如曲延壽:發展我國汽車南理工業倡議红中外交通工業(第五十六期) :鑄造工業調查報告%台灣生產統計月報
12. 1 2 3  . 臺灣: 中國工程師學會 ·. 1961.
13. 1 2  曲延壽. . 臺灣: 中國工程師學會. 1973. digitized by the University of Michigan Nov.13, 2008: pg 113.
14. 1 2  . 第 32-37 期.
15. 1 2  . 曲延壽於 2001 年四月四日傍晚在加州辭世. 安葬於加州 San Pedro  港口山絆的 Green Hills Memorial Park.. 

1941年 曲延壽初次去美國,由貴州省出發經中印公路到印度登船。橫跨太平洋經三個月的艱苦的旅程，終於在美國加州 San Pedro 登陸. 他現在 Green Hills, 可長期眺望著太平洋對岸的老家
16. 1 2 3  . 臺灣，臺北，新莊: 中華民國文化部. 1968.
17. 1 2  曲延壽. . 臺灣: 中華書店. 1978: 1133.
18. 1 2  徐友春主編. . 河北: 河北人民出版社. 2018 08 10: 12015.
19. 1 2  . 第 26-28 期: pg146.
20. 1 2 3  . digitized by the University of California May 18 2011. 國立北平大學工學院校友會. 1974: 90. ... 曲延壽為總經理屬校友中之佼佼者。去多校友會慶祝母校七十週年校慶時,已推舉張少傑等十一位校友為籌備委員,組織籌備委員會,
21. ↑  曲延壽, 楊延實. . 臺灣，臺北: 正中書局. 1978.
22. ↑  曲延壽. . 臺灣: 中華書店. 1978: 1133.
23. ↑  . 臺灣. 1946: 第 206 卷.
24. ↑  考銓月刊. Digitized by the University of Michigan, Oct 28,2006. . 考銓月刊 - Issues 35-41; Issues 43-44  1954 ... 1954,. Issues 35-41; Issues 43-44  1954 (Issues 35-41; Issues 43-44  1954 .). 振飲林伯青吳來旺徐阿份陳惠美吳祖濤許掠魚鄭宜彬陳石發楊介福鄭阿渣吳興利劉明全傅朗楹林翠娥林冰紧吳震東許鏈琳王運香鄭寶鳳悟文龍曲月珍祁定波曲延壽蔡麗花李威
25. ↑  . 先袓 曲進于1368 年明朝朱元璋年間，由山西省小雲遷至山東龍口市（ 原黃縣 ）北馬北林孫家街定居 先袓  曲進之墓地在北馬後曈西莊，村南學校後操場北據九世袓 曲和中所供碑文云：遠祖墓地四隅有石柱坐標。東西寛十丈三尺，南北長十二丈六尺五。西莊上小河西崖之所屬之姑姑 曲榮一墓。墓邊埋砌石柱。東邊石柱南北十步。西邊南北四步。南邊東西九步。北邊東西七步。祖墓至今，每年都有族人祭拜。. : 88.
26. ↑  . 11 月 8日 老伴 宋佩如女士也隨之而去. 並陪伴於旁.
27. 1 2  . 台灣 臺北: 中華民國 文化部. 1958.
28. 1 2 3 4 5  徵信室. . 臺灣: 台北市銀行. 1971. 據曲延壽氏「發展我國汽車衛星工業努議」一書所列日本汽車工業之總資產額增加甚速, 自 1960 年至 1967 年之八年間增近四倍,總額九千三百餘億日圓. 我國汽車衛星工業三十一家工廠中,以友聯車材製造股份有限公司最具規模,資本新台幣二千萬元,員工一二六人,該公司董事長曲延寿先生過去擔任裕隆汽車製造廠廠長有年,學驗俱豐,該公司生產各種機動車用之葉片弹簧,弹簧座椅,水箱,及其他配件.又產製輪困之源大機械廠之油壓機.吳家駒:汽車工業現况工業簡訊第一卷第四期)如曲延壽:發展我國汽車南理工業倡議红中外交通工業(第五十六期)
29. 1 2  國立中央圖書館. . 臺灣: 國立中央圖書館. : page1790.
30. 1 2  . 臺灣: 中國生產力中心. 1976: Page 218. 曲延壽、楊廷實編著正中書局
31. ↑  . 光明日報出版社. 1988. 学集处铸工课程嘉宾戴安国(副) 设计课曲延寿 装配课曲长陆政训室刘 一检查课王昆山(1942 年成立) 技士室佐理聂恒斌一经理科刘会春工务处初由李耀滋任副处长
32. ↑  . 科技，工程. 臺灣，臺北: 中華書店. 1978: 1133.
33. ↑  . 發現黔西北 歷史 (每日頭條). 2019-04-27.
34. ↑  歐陽宇編著. . 中國 貴州: 貴州人民出版社. 2018.
35. ↑  徐友春主編. . 河北: 河北人民出版社. 2018 08 05: 324. 山东黄县人，1912年生。1933年，毕业于国立北平大学工学院机械工程系，获工学士学位，后留校任助教。1935年，入国立中央大学航空机械研究班。1937年畢業後，奉派赴美国莱特航空发动机製造厂，专学发动机製造，并在纽约大学研究。回国后，曾先后任航空发动机製造厂设计课课长、總工程师及製造處處長多年。参與製造1200马力之航空发动机。中华人民共和国成立前夕，去台湾，参加裕隆汽车製造厂工作。1953年，任厂长。1955年，製造越野汽车成功。裕隆公司嗣改名為裕隆汽車製造公司，任协理。後调任友联车材製造公司董事長。并任台湾大学機械系汽車學教授及“中正理工学院”製造方法製造程序學、工具設計學及齒輪工程学教授。着有《工时学》。
36. ↑  田平808. . 1988. 航发厂第一任总工程师兼首任工务处长：李耀滋博士；第二任总工程师：钱学榘先生；第三任总工程师：程嘉厚先生；第四任总工程师：曲延寿先生。1942年3月20—22日，国民党总裁、军事委员会委员长蒋介石夫妇偕蒋经国一行人员到大定羊场坝航发厂视察。
37. ↑  曲延壽. . 台灣: 中華書店. 1978: 1133.
38. ↑  曲延壽. . 臺灣: 中華書店. 1978: 1133.
39. ↑  . 1946 年10 月  [2021-09-13]. （原始内容存档于2021-09-14）. Order of the War Resistance Victory  抗戰勝利勛章
40. ↑  . 貴州畢節烏鴉洞之中國第一個航. 貴州: 貴州出版社. 2019 04 27. 發現黔西北|貴州畢節烏鴉洞之中國第一個航空發動機製造廠
41. ↑  楊光振. . 中國网移動版. 記者 楊光振問大方縣羊場鎮副市長  楊樺 (貴州大方報). 2017-08-11.
42. ↑  . 航空維修專業 :歷史. 2018-07-22.
43. 1 2  延壽老哥八十秩壽序
44. ↑  . 臺灣. 1993臺灣: 243.
45. ↑  . 臺灣: 臺灣. 2006: 290.
46. ↑  E Tsu (T.). . 臺灣 1966, Michigan  Oct. 6 2006: 源豐金屬股份有限公司 ,digitized by University of Michigan. 1963 digitized Oct 6 ,2006: pg 417.
47. ↑  . Digitized by the university of Michigan. 臺灣；: 工商觀察社. 1957: 7. 該廠廠長曲延壽業已擁有技術工人八百餘人,粗具規國產輕型吉普汽車二十輛,尤足為值增產目標仍嫌太過保守埋頭苦幹,終於今年四月完成第一批及其製作技術,經數年之積極訓練
48. 1 2  . digitized by the University of California May 18 2011. 國立北平大學工學院校友會. 1974: 90. ... 曲延壽為總經理屬校友中之佼佼者。去多校友會慶祝母校七十週年校慶時,已推舉張少傑等十一位校友為籌備委員,組織籌備委員會,
49. ↑  漁友. . 漁友半月刊. 1956, (55-56): pg 24  [2021-12-25]. （原始内容存档于2021-08-23）.
50. ↑  . Digitized by  the Cornell University, June 14, 2010. 臺灣: 漁友半月刊社. 1952: Issues 55–66 page 24. 據該公司廠長曲延壽先生告訴作者說,製造這種引擎的原料,都用合金鋼料,其種類有二十餘種之多,其零件的精確程度,最高處為萬分之二英寸,所以這種引擎已到達了國際最高標準
51. ↑  . digitized by the University of Michigan, Sept. 21, 2006. 臺灣: 工商觀察社. 1957. 該廠廠長曲延壽業已擁有技術工人八百餘人,粗具規國產輕型吉普汽車二十輛,尤足為值增產目標仍嫌太過保守埋頭苦幹,終於今年四月完成第一批及其製作技術,經數年之積極訓練
52. ↑  . 中華民國文化部. 1957.
53. ↑  . 1989.
54. ↑  . 裕隆汽車的草創. 臺北: 中華民國文化部.
55. ↑  . 臺灣: 中華民國文化部. 1968.
56. ↑  .   [2021-08-18]. （原始内容存档于2021-10-27）. 國產車誕生裕隆汽車的草創
57. ↑  文化部. . 文化部.   [2021-08-20]. （原始内容存档于2021-08-20）.
58. ↑  企業家雜誌社. 企業管理 逢甲工商學院企業管理會. . 企業家. 1973,. 第 32-37 期 (Issues 32-37)  [2021-10-04]. （原始内容存档于2021-10-04）.
59. ↑  . 中華民國國史科研究中心. 1971.
60. ↑  曲延壽. . University of  California ,May 18 2011 digitized: 國立北平大學校友會  digitized by University of California May 18, 2011. 1974.
61. ↑  日産自動車株式會社 社史編輯委員會. . digitized by the University of Michigan. October 8, 2010. 曰本: 日産自動車. 1964: 168. 同年 2 月五十嵐副社長一行が訪台して裕隆社首脳と打合昭 39 40 41 42 43 44 45 46 47 48 年わせを行ない、その後同社曲延寿工場長などの来日もあって、 41 ...
62. ↑  文席謀. . 聯經出版事業公司. 1991 Digitized by University of California , June 6 2008.
63. ↑  司馬桑敦. . 臺灣. 1988.
64. ↑  . 台灣: 行政院經濟建設委員會. 1955, 1980.
65. ↑  文席謀. . 臺灣: 聯經出版事業公司. 1991. Digitized by the University of California, June 6 2008: page 658.
66. ↑  . 中國工程師學會會刊. 1973,. 第 46 卷，第 1 -12 期，第 113 頁.
67. ↑  . 中國，貴州省: 中国人民政治协商会议贵州省委员会文史资料研究委员会. 1988.
68. ↑  . 臺灣: 中國經濟建設研究會. 1972 Issues 15-22: 1090. 徐澤予魏登寶黃飛鳳謝建華葉尚志朱紫明史元慶間奉璋盛禮約李哲成田維五周世輔張弦毛集人紀金標史壘劉雲適文錫燈嚴慶齡曲延壽蔡浩淳薛永睿陳明輝劉昆祥王典謨陳延輝
69. ↑  袁坤祥 , 馬景腎·. . Digitized by the University of Michigan April 27, 2007 pg count 1742. 臺灣: 美國亞洲學會中文研究資料中心. 1967: 688.
70. ↑  袁坤祥 , 馬景腎. . Digitized by the University of Michigan,digitized by the University of Michigan, April 27, 2007 page count 1742. 台灣: : 美國亞洲學會中文研究資料中心. 1967: 688.
71. ↑  袁坤祥 , 馬景腎. . Digitized by the University of Michigan,digitized by the University of Michigan, April 27, 2007 page count 1742. 台灣: : 美國亞洲學會中文研究資料中心. 1967: 688.